# Hi-Standard
Hi-Standard is een Japanse hardcore punk band opgericht in 1991. Hoewel alle leden van Hi-Standard Japans zijn worden de nummers gezongen in het Engels. De band werd in 2000 opgeheven maar is weer actief sinds 2011.

## Leden
- Ken Yokoyama - gitaar, zang
- Akihiro Namba - zang, basgitaar
- Akira Tsuneoka - drums (1991 - 2002; 2010 - 2023)

## Geschiedenis
Hi-Standard werd opgericht in 1991 door gitarist en zanger Ken Yokoyama, bassist en zanger Akihiro Nanba, en  drummer Akira Tsuneoka. Na in 1993 en 1994 enkele albums en singles bij kleine labels of onder eigen beheer uitgegeven te hebben werd in 1994 door gitarist en zanger Ken Yokoyama het label Pizza of Death Records opgericht. De band zou later alle studioalbums en enkele ep's en singles via dit album laten uitgeven. Op 13 februari 1996, zo'n vijf jaar na de oprichting van de band, werd het debuutalbum Growing Up uitgegeven door Pizza of Death Records in Japan en via het Californische punklabel Fat Wreck Chords in de Verenigde Staten. In 1996 liet de band een cover van het succesvolle nummer "California Dreamin'" van The Mamas and the Papas uitgeven via Fat Wreck Chords. Een jaar later werd het tweede studioalbum Angry Fist uitgegeven, dat in de zomer dat jaar werd opgenomen. Net zoals het debuutalbum werd het in Japan uitgegeven door Pizza of Death Records en in Amerika door Fat Wreck Chords. In hetzelfde jaar werd er een splitalbum getiteld Weihnachten Stinkt! met de Duitse punkband Wizo uitgebracht, waar twee nummers van Hi-Standard op zijn te horen. Na de uitgave van deze albums besteedde de band veel tijd aan tours door de Verenigde Staten samen met onder andere de Canadese punkband Jersey en NOFX, de band van de eigenaar van Fat Wreck Chords, Fat Mike. In 1999, een jaar voordat de band werd opgeheven, werd het derde studioalbum Making the Road uitgegeven. Dit leidde tot uitverkochte shows in Japan, de VS en Europa en tot tournees met punkbands als NOFX, No Use for a Name en Wizo. De band viel uit elkaar in 2000. In 2011 en 2012 speelde Hi-Standard op het Japanse festival Air Jam en in 2015 op een show in Tokio om het 25-jarige bestaan van Fat Wreck Chords te vieren. In 2016 werden de ep's Vintage & New,Gift Shits en Another Starting Line uitgegeven, beiden via Pizza of Death Records. Another Starting Line werd op 5 mei 2017 ook uitgegeven door Fat Wreck Chords.